# Société africaine de génétique humaine
La Société africaine de génétique humaine (African Society of Human Genetics, AfSHG ) est une société savante et une organisation professionnelle axée sur l'étude de la génétique humaine et de la génomique chez les Africains, et ouverte aux chercheurs intéressés par le sujet. Elle joue un rôle dans la fondation de plusieurs sociétés nationales de génétique et elle est affiliée aux sociétés du Cameroun, de la République démocratique du Congo, du Mali, de l'Égypte, du Rwanda, du Sénégal, de l'Afrique du Sud et de la Tanzanie.
En tant que berceau de l' Homo sapiens, l'Afrique abrite la plus grande diversité génétique humaine (en). Le continent est également confronté à une charge de morbidité élevée. Malgré ces facteurs, la recherche génétique sur le continent est insuffisante et aucune organisation existante n’est suffisamment destinée à cette tâche. Tenant sa conférence inaugurale à Accra, au Ghana, la Société est fondée en 2003 pour accroître la capacité de recherche en Afrique, soutenir les chercheurs africains et améliorer la recherche sur les Africains. Depuis lors, lui et son projet phare (H3Africa (en)) sont des facteurs importants dans la croissance de la recherche génomique en Afrique.

## Mission
Bien que l'Afrique abrite la plus large gamme de variations génétiques humaines (en), elle est à la traîne par rapport à l'Occident en matière de recherche biomédicale et nombre de ses pays ne disposent pas de départements de génétique humaine. L'AfSHG est créée en 2003 pour donner aux scientifiques et aux décideurs politiques africains les connaissances et l'infrastructure nécessaires pour contribuer à la recherche génomique, promouvoir les chercheurs africains au niveau international et « favoriser la recherche en génétique en Afrique afin de générer des connaissances pour la prévention des maladies et la promotion de la santé. " . Elle vise également à créer des sociétés de génétique humaine au niveau national et à fournir un environnement dans lequel les scientifiques africains peuvent réseauter et collaborer. 

## Histoire
L'AfSHG est créée pour combler une lacune dans la recherche sur la génétique humaine en Afrique. La majeure partie de la formation en génomique et en bio-informatique est concentrée dans quelques établissements et dépend fortement de l'expertise des chercheurs européens et américains ; De nombreux Africains qui ont suivi une formation supérieure à l’étranger reviennent et découvrent que leur pays d’origine ne dispose que de peu d’infrastructures ou de financements pour poursuivre leurs recherches. Les scientifiques décident qu’aucune autre organisation ou conférence n’est capable de répondre au besoin d’une meilleure recherche génétique, génomique et biomédicale sur le continent, ni de remédier à son manque de capacité de recherche. La Société est créée en 2003 et Charles Rotimi est élu premier président ,. Sa conférence inaugurale s'est tenue les 8 et 9 décembre à Accra, au Ghana et elle est soutenue par une subvention rédigée par Rotimi, Clement Adebamowo (en) et Adebowale Adeyemo (en) ; le thème inaugural est « La recherche biomédicale en Afrique avec un accent sur la génétique ». 
Depuis sa création, l'AfSHG participe à la création de sociétés au niveau national et à la coordination de projets internationaux. La cinquième réunion s'est tenue au Caire, en Égypte, en 2007, conjointement avec la première réunion de la Société nationale égyptienne de génétique humaine (NSHG) ; là, la Société propose le projet qui est finalement devenu H3Africa. La sixième réunion, tenue en 2009 à Yaoundé, au Cameroun, inaugure la Société camerounaise de génétique humaine (CSHG). À cette époque, l’AfSHG compte plus de 400 membres issus de 24 pays (16 en Afrique, 8 ailleurs). La Société crée des groupes de travail sur les maladies transmissibles et non transmissibles, dirigés respectivement par Sékou F. Traoré et Bongani Mayosi (en). Après la réunion, Philip Mjwara, directeur général du Département sud-africain de la science et de l'innovation, exhorte la Société sud-africaine de génétique humaine (SASHG), qui existe depuis 1986 , à s'affilier à l'AfSHG.
La septième réunion s'est tenue au Cap en 2011, conjointement avec le SASHG. Introduit par les exposés de Rotimi et Michèle Ramsay, elle se concentre sur l'importance d'étudier la diversité génétique chez les Africains et sa relation avec la prédisposition aux maladies, et sur la manière de mener de telles études sur le continent. La neuvième réunion, tenue à Dakar au Sénégal en 2016, aboutit à la création de la Société sénégalaise de génétique humaine (S2HG) . Il s'agit de la première réunion de l'AfSHG à se tenir dans un pays exclusivement francophone, marquant une étape importante : le Sénégal, avec 12 autres pays africains, utilise le français dans le monde universitaire.
L'AfSHG retourne au Caire pour sa réunion de 2017. La principale conclusion est que les chercheurs doivent redoubler d’efforts pour combler le fossé en matière de recherche entre l’Afrique et les autres continents. Chaque année, la fuite des cerveaux coûte au continent environ 20 000 scientifiques vers les pays à revenus plus élevés. Pour y mettre fin, il faudrait renforcer et étendre les infrastructures et capacités de recherche existantes et créer des opportunités locales. Lors de la conférence suivante, tenue à Kigali, au Rwanda, en 2018, la Société souligne de nouveau l'importance du développement des infrastructures et des ressources grâce aux investissements des gouvernements locaux et à une collaboration accrue entre les institutions à travers l'Afrique. 
En 2021, l’AfSHG est l’un des facteurs moteurs de la croissance de la génomique en Afrique. Bien que le continent développe un noyau solide de professionnels de la génomique, les chercheurs font écho aux appels à un financement accru en Afrique de la part des secteurs philanthropique, public et privé, et à un investissement accru dans les systèmes de soins de santé pour la recherche translationnelle (en). Son président, Ambroise Wonkam, propose également que la prochaine initiative scientifique majeure de la Société soit le séquençage de trois millions de génomes africains – le projet Three Million African Genomes (en) (Trois millions de génomes africains, 3MAG) – afin de couvrir le spectre de la variation génétique humaine en Afrique. L'organisation appelle à la fin du racisme dans la science en août 2022, déclarant que « Black Lives Matter et Black Research Matters ». En particulier, il appelle à la fin de la recherche héliportée sur la génomique africaine et à davantage de recherches dirigées et financées par les Africains.

## H3Africa
Lors de la réunion du Caire en 2007, les membres conviennent que l'AfSHG devra diriger un projet sur le génome africain (AGP) ; le discours d'ouverture, intitulé « L'Afrique et la révolution du génome », est prononcé par Francis Collins, qui est l'un des dirigeants du Projet du génome humain. L'AGP comportera quatre volets : la génétique des populations, la génétique médicale, la formation et l'infrastructure. Parmi ses objectifs, il s'agira d'échantillonner au moins 100 groupes ethniques du continent, de développer des ressources à grande échelle pour étudier l'interaction gènes-environnement des maladies en Afrique, de former des scientifiques africains et d'établir des laboratoires et des capacités de recherche locales. Lors de la réunion de Yaoundé en 2009, le concept AGP est rebaptisé « Hérédité humaine et santé en Afrique » (Human Heredity and Health in Africa, H3Africa) pour refléter ses objectifs et sa portée. 
Les National Institutes of Health (NIH) des États-Unis et le Wellcome Trust du Royaume-Uni annoncent un financement initial pour H3Africa à Londres en 2010. À la suite des délibérations de l'AfSHG en 2011 à Yaoundé et à Oxford, les chercheurs publient le livre blanc H3Africa. Dans le cadre de cette initiative, l'AfSHG développera une base de données de toutes les universités, institutions et scientifiques travaillant sur la génétique humaine en Afrique. Les premiers enquêteurs de H3Africa se réunissent en 2012 à Addis-Abeba, en Éthiopie. L’initiative a depuis créé de nombreuses biobanques et référentiels, des pôles bioinformatiques et des programmes de formation en génétique humaine. 
En 2020, H3Africa a publié son article marquant dans Nature — une analyse du génome complet de 426 individus issus de 50 groupes ethnolinguistiques en Afrique, y compris des populations jusqu'alors non échantillonnées  — et environ 300 autres manuscrits décrivant de nouvelles données et résultats. Cet article constitue une étape majeure pour la génomique africaine : il découvre des millions de nouvelles variantes génétiques et la plupart de ses auteurs sont basés dans des institutions africaines. 

## Sociétés membres
- Société Camerounaise de Génétique Humaine (CSHG) [19]
- Société Congolaise de Génétique Humaine (CoSHG) [19]
- Société Malienne de Génétique Humaine (MSHG) [19]
- Société nationale de génétique humaine d'Égypte (NSHG) [19]
- Société Rwandaise de Génétique Humaine (RSHG) [19]
- Société Sénégalaise de Génétique Humaine (S2GH) [19]
- Société d'Afrique australe de génétique humaine (SASHG) [19]
- Société tanzanienne de génétique humaine (TSHG) [20]

## Réunions
| N° | Ville hôte       | Pays         | Année | Thème | Ref.   |
| -- | ---------------- | ------------ | ----- | --- | ------ |
| 1  | Accra            | Ghana        | 2003  | Recherche biomédicale en Afrique avec accent sur la génétique                                                                         | [ 21 ] |
| 2  | Washington, D.C. | USA          | 2004  | Soutenir la Société africaine de génétique humaine                                                                                    | [ 21 ] |
| 3  | Johannesbourg    | South Africa | 2005  | Variation génétique humaine en Afrique                                                                                                | [ 21 ] |
| 4  | Addis Ababa      | Ethiopia     | 2006  | Variation génétique humaine et maladie                                                                                                | [ 21 ] |
| 5  | Le Caire         | Egypt        | 2007  | La recherche en génomique en Afrique : implications pour le diagnostic des maladies, le traitement et le développement de médicaments | [ 21 ] |
| 6  | Yaoundé          | Cameroon     | 2009  | Origine humaine, diversité génétique et santé                                                                                         | [ 21 ] |
| 7  | Cape Town        | South Africa | 2011  | Renforcer les capacités de recherche génomique et translationnelle en Afrique                                                         | [ 21 ] |
| 8  | Accra            | Ghana        | 2013  | Faire progresser la recherche en génomique en Afrique : Une conférence conjointe de l'AfSHG et du consortium H3Africa                 | [ 21 ] |
| 9  | Dakar            | Senegal      | 2016  | Renforcer la recherche en génétique humaine en Afrique                                                                                | [ 21 ] |
| 10 | Le Caire         | Egypt        | 2017  | Génétique humaine et génomique en Afrique : Défis pour les maladies génétiques rares et communes                                      | [ 21 ] |
| 11 | Kigali           | Rwanda       | 2018  | Renforcer les compétences et les ressources pour la recherche en génomique, épigénétique et bioinformatique en Afrique                | [ 21 ] |
| 12 | Bamako           | Mali         | 2019  | La génétique et la génomique humaine comme facteur d'unité pour l'harmonie et le progrès en Afrique                                   | [ 22 ] |
| 13 | Dar es Salaam    | Tanzania     | 2021  | La génomique et la recherche translationnelle pour améliorer la santé en Afrique                                                      | [ 21 ] |
| 14 | Rabat            | Morocco      | 2022  | Applications de la médecine génomique en Afrique                                                                                      | [ 23 ] |

## Présidents
- Charles Rotimi (2003-2014) [4]
- Michèle Ramsay (2014-2019) [4],[24],[25]
- Ambroise Wonkam (depuis 2019) [4]